# Homalomena speariae
Homalomena speariae là một loài thực vật có hoa trong họ Ráy (Araceae). Loài này được Bogner & Moffler mô tả khoa học đầu tiên năm 1984.